# Off Camera 2016
Dziewiąta edycja Międzynarodowego Festiwalu Kina Niezależnego NETIA OFF CAMERA odbyła się w dniach od 29 kwietnia do 8 maja 2016 roku w Krakowie.
W programie festiwalowym znalazło się ponad 100 filmów. Pokazy wyświetlono w pięciu kinach studyjnych: Kino Kijów, Kino Pod Baranami, Krakowskie Centrum Kinowe ARS, Małopolski Ogród Sztuki, Kino Agrafka. W ramach pokazów plenerowych seanse odbywały się w Kinie na Placu Szczepańskim oraz w ogrodzie przy Pawilonie Czapskiego.
Specjalne pokazy filmowe przygotowano dla rodziców z dziećmi, w ramach cyklu „Off Family”. W ciągu 10 dni trwania festiwalu wykorzystano 32 tysiące biletów, a lista zaproszonych gości, związanych z wyświetlanymi filmami, liczyła około 350 osób.
Podczas Netia Off Camera zrealizowano cykl wydarzeń branżowych przeznaczonych dla profesjonalistów w ramach Off Camera Pro Industry, na którą złożyły się panele dyskusyjne, warsztaty i wykłady. Dla producentów przeznaczono inicjatywę „1:1”, w której zagraniczni eksperci poddawali ocenie projekty będące w fazie realizacji.
Centrum festiwalowe powstało w Pałacu pod Baranami, a Centrum Informacji Festiwalowej na Rynku Głównym.

## Konkurs Główny "Wytyczanie Drogi"
Międzynarodowy Konkurs "Wytyczanie Drogi" o Krakowską Nagrodę Filmową to główna sekcja festiwalu Netia Off Camera. O 100 000 USD walczyło dziesięć debiutów i drugich filmów młodych twórców. Zwycięzcę wybrało czteroosobowe jury w składzie: Brigitte LaCombe, Dick Pope, Lynne Ramsay pod przewodnictwem Krzysztofa Zanussiego. W konkursie zwyciężył film 'Bodkin Rad' w reżyserii Kaweha Modiriego. Swojego faworyta po raz kolejny wybierało również jury Międzynarodowej Federacji Krytyki Filmowej FIPRESCI: Hugo Emmerzael, Alexey Gusev i Rafał Marszałek. Nagrodę FIPRESCI trafiła do Agnieszki Smoczyńskiej za film 'Córki Dancingu'.
| Tytuł filmu          | Reżyseria                   | Kraj produkcji                              |
| -------------------- | --------------------------- | ------------------------------------------- |
| Aloys                | Tobias Nölle                | Szwajcaria, Francja                         |
| Bodkin Ras           | Kaweh Modiri                | Holandia                                    |
| Dzika                | Nicolette Krebitz           | Niemcy                                      |
| Dusky Paradise       | Gregory Kirchhoff           | Niemcy                                      |
| Córki Dancingu       | Agnieszka Smoczyńska        | Polska                                      |
| Ma Révolution        | Ramzi Ben Sliman            | Francja                                     |
| Halal Love (And Sex) | Assad Fouladkar             | Liban. Niemcy, Zjednoczone Emiraty Arabskie |
| Closet Monster       | Stephen Dunn                | Kanada                                      |
| Black                | Adil El Arbi, Bilall Fallah | Belgia                                      |
| Kalifornia           | Marina Person               | Brazylia                                    |

## Konkurs Polskich Filmów Fabularnych
Konkurs ma na celu promocję tego, co obecnie najlepsze i najbardziej oryginalne w polskim kinie. Filmy zakwalifikowane do Konkursu są przeglądem najciekawszych zjawisk i trendów, jakie pojawiły się w polskiej kinematografii na przestrzeni ostatniego roku. W konkursie wzięło udział 10 pełnometrażowych fabuł. Filmy walczyły o Nagrodę Kulczyk Foundation wysokości 300 000 PLN, a zwycięzca został wybrany przez międzynarodowe jury w składzie: Grainne Humphreys, Billy Hopkins, Alexandra Byrne. W konkursie zwyciężył film 'Obce niebo' w reżyserii Dariusza Gajewskiego.
| Tytuł filmu        | Reżyseria                               | Kraj produkcji  |
| ------------------ | --------------------------------------- | --------------- |
| Já, Olga Hepnarová | Petr Kazda, Tomáš Weinreb               | Czechy, Polska  |
| Na granicy         | Wojciech Kasperski                      | Polska          |
| Nowy Świat         | E. Benkowska, Ł. Ostalski, M. Wawrzecki | Polska          |
| Czerwony Pająk     | Marcin Koszałka                         | Polska          |
| Demon              | Marcin Wrona                            | Polska          |
| Karbala            | Krzysztof Łukaszewicz                   | Polska          |
| Obce Niebo         | Dariusz Gajewski                        | Polska          |
| Baby Bump          | Kuba Czekaj                             | Polska          |
| Moje córki krowy   | Kinga Dębska                            | Polska          |
| Intruz             | Magnus von Horn                         | Polska, Szwecja |

## Nagrody za najlepsze kreacje aktorskie
Sześć aktorek i sześciu aktorów miało szansę na nagrodę za najlepszą rolę żeńską i męską w Konkursie Polskich Filmów Fabularnych. Zwycięzcy w tej kategorii otrzymali nagrody w wysokości 10 000 PLN, ufundowane przez Albert Riele i Gino Rossi.
Nagrody trafiły do:
Agnieszki Grochowskiej za rolę w filmie 'Obce Niebo'.
Bartłomieja Topy za rolę w filmie 'Karbala'.
Specjalne wyróżnienie otrzymał Bartosz Bielenia.

## Laureaci
- Krakowska Nagroda Filmowa – 'Bodkin Ras' w reżyserii Kaweha Modiriego.

- Nagroda FIPRESCI – 'Córki dancingu' w reżyserii Agnieszki Smoczyńskiej.
- Nagroda w Konkursie Polskich Filmów Fabularnych –  'Obce niebo' w reżyserii Dariusza Gajewskiego.
- Wyróżnienia w Konkursie Polskich Filmów Fabularnych – 'Na granicy' Wojciecha Kasperskiego i 'Intruz' Magnusa von Horna
- Nagroda Jury Młodzieżowego – 'Bodkin ras' w reżyserii Kaweha Modiriego.
- Nagroda Publiczności – 'Moje córki krowy' w reżyserii Kingi Dębskiej.
- Nagroda KIPA dla najlepszego producenta – Krajowa Izba Producentów Audiowizualnych wyróżniła duet producentek "Baby Bump", czyli Magdalenę Kamińską i Agatę Szymańską, Mariusza Włodarskiego za film "Intruz", Małgorzatę Staroń za film dokumentalny "Bracia" oraz Leszka Bodzaka za "Carte Blanche".

### Script Pro
- Nagroda Główna – Monika Purzycka-Olchowik oraz Małgorzata Skolankiewicz za scenariusz „Magnetyczny Henio”
- II nagroda – Mateusz Pacewicz za „Boże Ciało”
- III nagroda – ex aequo trafiła do dwóch scenariuszy: „Dzienniki” Ireneusza Grzyba oraz Dominika L. Marca, a także „Powrót do Legolandu” Konrada Aksinowicza.
- Nagroda Specjalna CANAL+ – w wysokości 15 000 złotych otrzymał Marcin Gwizdoń za scenariusz „Król ucieczek”.